# Legends Tour Open
Het Legends Tour Open was een golftoernooi dat deel uitmaakte van de Legends Tour. In 2005 en 2006 vond toernooi plaats in Japan en in 2007 in Australië.
Het toernooi werd gespeeld in een strokeplay-formule met twee ronden er was geen cut.

## Golfbanen
| Jaren | Golfbaan            | Stad                 |
| ----- | ------------------- | -------------------- |
| 2005  | Izu Peninsula Golf  | Izu Peninsula, Japan |
| 2006  | Taiheiyo Golf Club  | Gotemba, Japan       |
| 2007  | Concord Golf Course | Sydney, Australië    |

## Winnaressen
| Jaar                                       | Winnares                                   | Score                                      | Score                                      | Info                                       |
| World Ladies Senior Golf Open Championship | World Ladies Senior Golf Open Championship | World Ladies Senior Golf Open Championship | World Ladies Senior Golf Open Championship | World Ladies Senior Golf Open Championship |
| ------------------------------------------ | ------------------------------------------ | ------------------------------------------ | ------------------------------------------ | ------------------------------------------ |
| 2005                                       | Ai-Yu Tu                                   | 134                                        | –10                                        | [ 1 ]                                      |
| 2006                                       | Patty Sheehan                              | 140                                        | –4                                         | [ 2 ]                                      |
| The Legends Tour Open Championship         |                                            |                                            |                                            |                                            |
| 2007                                       | Rosie Jones                                | 139                                        | –5                                         | Afgewerkt in een ronde                     |

## Trivia
- Dit golftoernooi was de enige toernooi van de Legends Tour die buiten de Verenigde Staten plaatsvond.